# برنار-ماری کلتس
برنار-ماری کُلتِس (به فرانسوی: Bernard-Marie Koltès) نمایشنامه‌نویس برجسته و داستان‌پرداز قرن بیستم میلادی اهل فرانسه بود.

## زندگینامهٔ ادبی-هنری
در سال ۱۹۷۰، نخستین نمایشنامه‌اش را بر اساس «کودکی من» اثر ماکسیم گورکی نوشت و آن را برای اوبر ژینیو(مدیر مدرسهٔ ملی تئاتر استراسبورگ) فرستاد و درخواست کرد که وارد مدرسهٔ او شود. سال بعد، گروه تئاتر «بارانداز» را با دوستانش در استراسبورگ تشکیل داد و نمایشنامه‌اش را به روی صحنه برد. خودش در این اجرا، نقش الکسی را بازی کرد. با اجرای این نمایش، اوبر ژینیو پذیرفت که کلتس وارد مدرسه‌اش شود. او با دریافت بورس تحصیلی، در کلاس‌های مدرسهٔ استراسبورگ شرکت کرد و سال بعد، مدرسه را رها کرد.
تا سال ۱۹۷۵ که کلتس برای همیشه به پاریس رفت، تنها رمان خود را نوشت؛ «فرار بر اسب تا دوردست های شهر» (۱۹۷۴)، رمانی که به نظر خودش ضعیف بود و تا سال ۱۹۸۴ کسی حاضر به چاپش نشد و فقط دوستانش آن را خواندند. چند نمایشنامه هم نوشت که باز در حلقهٔ دوستان خوانده شدند و کلتس حتی بعدها هم مایل به چاپشان نبود.
این نمایشنامه‌ها عبارتند از «پیاده‌روی»(۱۹۷۱) که آن را پس از دومین قرائتش از تورات بر اساس غزلِ غزلهای سلیمان نوشت، «دادرسی مستانه» (۱۹۷۱) بر اساس «جنایت و مکافات» اثر داستایفسکی، «میراث» (۱۹۷۲)-نخستین نمایشنامه غیر اقتباسی او که از رادیوی فرهنگی فرانسه با شرکت ماریا کازارس پخش شد-، «داستان های مرده» (۱۹۷۳)، «نغمه های خفته» (۱۹۷۴) و «روز کشتارها در داستان هملت» (۱۹۷۴). این نمایشنامه‌ها که غالبا خود او و دوستانش آنها را به روی صحنه می‌بردند و اجرای رادیویی بعضی از آنها هم در همان دوران از رادیو پخش می‌شد، بعدها به علت استقبالی که از کارهای معتبر کلتس به عمل آمد، بعد از مرگش چاپ شدند.
نخستین نمایشنامهٔ معتبر برنار ماری کلتس، تک‌گویی «شب درست پیش از جنگلها» است که در سال ۱۹۷۷ نوشته شد. نمایشنامهٔ بعدی او «سالینجر» (۱۹۷۷) نام داشت که کلتس آن را به سفارش دوست کارگردانش، برونو بونگلن، بر اساس داستانهای سالینجر نوشت. خود کلتس از این نمایشنامه راضی نبود و مثل آثار اولش، پس از مرگ او به چاپ رسید.
بین سالهای ۱۹۷۸ و ۱۹۷۹ به چند کشور آفریقایی-نیجریه، مالی و ساحل عاج- سفر کرد و همین سفرها الهام‌بخش یکی از بهترین نمایشنامه‌هایش بودند؛ «جدال سیاه و سگها» (۱۹۷۹)، نمایشنامه‌ای با ۲۰ صحنهٔ کوتاه دربارهٔ نژادپرستی و تبعاتش. پس از نوشتن «جدال سیاه و سگها»، مرکز ملی ادبیات فرانسه به کلتس بورس داد و او بیش از پیش، وقتش را صرف مطالعه کرد. آثار پروست، کنراد، ملویل، بارگاس یوسا، دیگر نویسندگان آمریکای لاتین و آثار فیلسوفان معاصر خود، ژیل دلوز و میشل فوکو را می‌خواند، در حالی که همچنان به مطالعهٔ مداوم شکسپیر و فاکنر ادامه می‌داد.
بین سالهای ۱۹۸۱ و ۱۹۸۲ دو بار دیگر به نیویورک سفر کرد و نمایشنامهٔ بعدی او، «بارانداز غرب» (۱۹۸۳)، حاصل این سفرهاست. در این دوران، نمایشنامه‌های او در معتبرترین تئاترهای فرانسه اجرا می‌شدند و کمدی فرانسز (بنیاد مهم و تاریخی تئاتر فرانسه) نوشتن نمایشنامه‌ای را به او سفارش داده بود. از طرفی، ترجمهٔ انگلیسی «جدال سیاه و سگها» در نیویورک به روی صحنه رفت.
در سال ۱۹۸۳ اتفاق مهم دیگری در زندگی کلتس روی داد؛ پاتریس شرو که قبلا اجراهای متفاوت و موفقی از آثار ماریوو، ساد، و بعدها ژنه، شکسپیر و چخوف را به روی صحنه برده بود، تئاتر آماندیه را در شهر نانتر راه اندازی کرد و این تئاتر با اجرای «جدال سیاه و سگها» افتتاح شد. دیدار این نمایشنامه‌نویس و کارگردان اتفاق هنری مهمی بود که به دوستی آنها انجامید. شرو نمایشنامه را با دکورهای عظیم و با استفاده از چند بازیگر معروف سینما و تلویزیون به روی صحنه برد و موفقیت این اجرا باعث شد که کلتس دیگر بتواند از درآمد کار خود زندگی کند.
در سال ۱۹۸۴ به سنگال سفر کرد و «جدال سیاه و سگها» در چند شهر آلمان به روی صحنه رفت. سال بعد، «بارانداز غرب» ابتدا در آمستردام و بعد در تئاتر آماندیه، به کارگردانی پاتریس شرو و بازی ماریا کازارس، به روی صحنه رفت. در سال ۱۹۸۵، کلتس با رو در رو قرار دادن دو شخصیتِ موادفروش و مشتری، نمایشنامهٔ «در خلوت پنبه‌زارها» را نوشت که در یک صحنه واحد، در مکانی پرت و به هنگام غروب اتفاق می‌افتد.در فاصلهٔ دو اثر مهم «بارانداز غرب» و «در خلوت پنبه‌زارها»، کلتس کارهای دیگری نوشت؛ فیلمنامهٔ «نیکل استاف» (۱۹۸۴) که هنوز هم چاپ نشده است، رمان نیمه تمام «پیش درآمد» (۱۹۸۶) و نمایشنامهٔ کوتاهی با عنوان «تاباتابا» برای جشنوارهٔ آوینیون.
پاتریس شرو «در خلوت پنبه زارها» را با بازی لوران ماله در نقش مشتری و ایزاک دو بانکه در نقش موادفروش به روی صحنه برد. در دو اجرای بعدی، خودش نقش موادفروش را بازی کرد و همین امر باعث بروز اختلاف بین نویسنده و کارگردان شد، چون کلتس عقیده داشت که این نقش را برای یک سیاهپوست نوشته است و هیچ کدام از نمایشنامه‌های او بدون سیاه نیستند. پس از ترجمهٔ «حکایت زمستانی» شکسپیر به فرانسه، کلتس نمایشنامهٔ «بازگشت به برهوت» را در سال ۱۹۸۸ نوشت؛ آمیخته‌ای از تراژدی و کمدی و یک شخصیت خیالی، که پاتریس شرو آن را با استفاده از چند بازیگر مشهور سینما و تلویزیون با موفقیت به روی صحنه برد. «بازگشت به برهوت» نیز مثل «بارانداز غرب» خانواده‌ای را نشان می‌دهد که پول آن را متلاشی می‌کند.
کلتس نمایشنامهٔ «روبرتو زوکو» (۱۹۸۸) را در حالی که سخت بیمار بود، با الهام از یک حادثهٔ واقعی نوشت. نخستین اجرای «روبرتو زوکو» به کارگردانی پیتر اشتاین در سال ۱۹۹۰ در آلمان به روی صحنه رفت. از اجرای فرانسوی اثر به کارگردانی برونو بونگلن در سال ۱۹۹۱، در شهر شامبری، جلوگیری شد، چون نمایشنامه را اثری در ستایش جنایت تشخیص دادند. برنار ماری کلتس در ۵ آوریل ۱۹۸۹، در بازگشت از سفر مکزیک، گواتمالا و لیسبون در یکی از بیمارستان های پاریس بستری شد و ۱۰ روز بعد، در سن ۴۱ سالگی درگذشت.

## ترجمهٔ آثار به فارسی
از آثار کلتس به ترتیب چهار نمایشنامه به فارسی ترجمه شده‌اند: 
- بازگشت به برهوت، ترجمهٔ زیبا خادم‌حقیقت، ویراستاری مهشید نونهالی، نشر افکار، ۱۳۸۲ [۳]
- در خلوت مزارع پنبه، ترجمهٔ تینوش نظم‌جو،  ویراستاری مهشاد مخبری، نشر نی، ۱۳۸۸ [۴]
- روز مرگ در داستان هملت، ترجمهٔ لیلا ارجمند، ویراستاری مرتضی حسین‌زاده و آزاده هاشمیان، نشر بیدگل، ۱۳۹۰ [۵]
- بارانداز غربی، ترجمهٔ زیبا خادم‌حقیقت، ویراستاری هدیه رهبری، نشر بیدگل، ۱۳۹۹ [۶]
- تئاتر به روایت کولتس، با ترجمهٔ روح‌انگیز نجفی، نشر طاق، ۱۴۰۴.